# Lijst van voetbalinterlands Aruba - El Salvador
Deze lijst van voetbalinterlands is een overzicht van alle officiële voetbalwedstrijden tussen de nationale teams van Aruba en El Salvador. De landen speelden tot op heden een keer tegen elkaar. Dat was een wedstrijd tijdens het CCCF-kampioenschap 1955 op 24 augustus 1955 in Tegucigalpa (Honduras).

## Wedstrijden
| № | Plaats      | Datum            | Competitie              | Wedstrijd           | Uitslag |
| - | ----------- | ---------------- | ----------------------- | ------------------- | ------- |
| 1 | Tegucigalpa | 24 augustus 1955 | CCCF-kampioenschap 1955 | El Salvador – Aruba | 2 – 0   |

## Samenvatting
| Competitie         | Totaal gespeeld | Winst Aruba | Gelijk | Winst El Salvador | Doelsaldo Aruba – El Salvador |
| ------------------ | --------------- | ----------- | ------ | ----------------- | ----------------------------- |
| CCCF-kampioenschap | 1               | 0           | 0      | 1                 | 0 − 2                         |
| Totaal             | 1               | 0           | 0      | 1                 | 0 − 2                         |

Wedstrijden bepaald door strafschoppen worden, in lijn met de FIFA, als een gelijkspel gerekend.